# British Hard Court Championships 1968
Il British Hard Court Championships 1968 è stata la prima edizione del torneo di tennis facente parte dei Tornei di tennis maschili indipendenti nel 1968 e dei Tornei di tennis femminili nel 1968. Si è giocato a Bournemouth in Gran Bretagna dal 22 al 27 aprile 1968 su campi in terra rossa.
È stato il primo torneo nella storia della disciplina a cui hanno potuto partecipare sia dilettanti che professionisti e viene ricordato come l'evento agonistico che ha dato il via all'era Open del tennis. La rivoluzionaria decisione di aprire al professionismo era stata presa il 27 dicembre precedente dalla federazione britannica.

## Vincitori

### Singolare maschile
Ken Rosewall ha battuto in finale  Rod Laver con il punteggio di 3–6, 6–2, 6–0, 6–3

### Doppio maschile
Roy Emerson /  Rod Laver hanno battuto in finale  Andrés Gimeno /  Pancho Gonzales con il punteggio di 8–6, 4–6, 6–3, 6–2

### Singolare femminile
Virginia Wade ha battuto in finale  Winnie Shaw con il punteggio di 6–4, 6–1

### Doppio femminile
Christine Truman Janes /  Nell Truman hanno battuto in finale  Fay Toyne-Moore /  Anette du Plooy con il punteggio di 6–4, 6–3